# Марі Бойне
Марі Бойне Персен (норв. Mari Boine Persen) більш відома як Марі Бойне (норв. Mari Boine; 8 листопада 1956 , Карасьйок ) — норвезька саамська співачка. Виконавиця власних пісень (балад), у яких, крім традиційної саамської музики (зокрема в стилі йойк), присутні елементи джазу та року.

## Життєпис
Народилась і виросла в традиційній сім'ї саамів, що займалися риболовлею і сільським господарством (батько також був теслею), в селі Gámehisnjárga на однойменному мисі на річці Анарйокка поряд із кордоном з Фінляндією — в муніципалітеті (комуні) Карасйок найпівнічнішої норвезької губернії (фюльке) Фіннмарк. Батько — Йосеф Бойне Ольсен (1922—1990), мати — Кірстен Вуолаб (1924—1991). Батьки належали до громади лестадіанців, мову та культуру саамів тут не цінували, а йойки — традиційні саамські піснеспіви — називали «диявольськими піснями». Природа, що оточувала Марі в дитинстві, різко контрастувала зі школою, до якої вона ходила. Всі предмети в школі викладалися норвезькою мовою, все, пов'язане зі саамською культурою, хоча й не перебувало під офіційною забороною, але фактично викорінювалося, а психологічна обстановка була такою, що їй, з її слів у різних інтерв'ю, було соромно за те, що вона належить до саамів і було б краще, якби вона народилася норвежкою. «Ми не тільки не пишалися народною культурою — ми її соромилися! Вдома співали виключно протестантські псалми, народна пісня була немислимою».
Після школи Бойне здобула освіту в Університетському коледжі в Алті, потім кілька років працювала шкільною вчителькою в муніципалітеті Порсангер. Саме під час роботи в школі вона написала першу пісню; це сталося після того, як вона почула композицію Джона Леннона Working Class Hero. За спогадами Марі, вона зрозуміла, що ця пісня — про її життя. «Джон був хлопчиком із робочої околиці та співав про це. Про те, який шлях та яку школу потрібно пройти, як вистояти. Я теж відчувала себе дівчинкою з околиці, відчувала ті ж емоції». Слова її першої пісні написано за мотивами тексту Леннона. Згодом у ній дедалі більшою мірою прокидався протест проти підлеглого, другосортного становища саамів (і саамських жінок особливо) в норвезькому суспільстві.

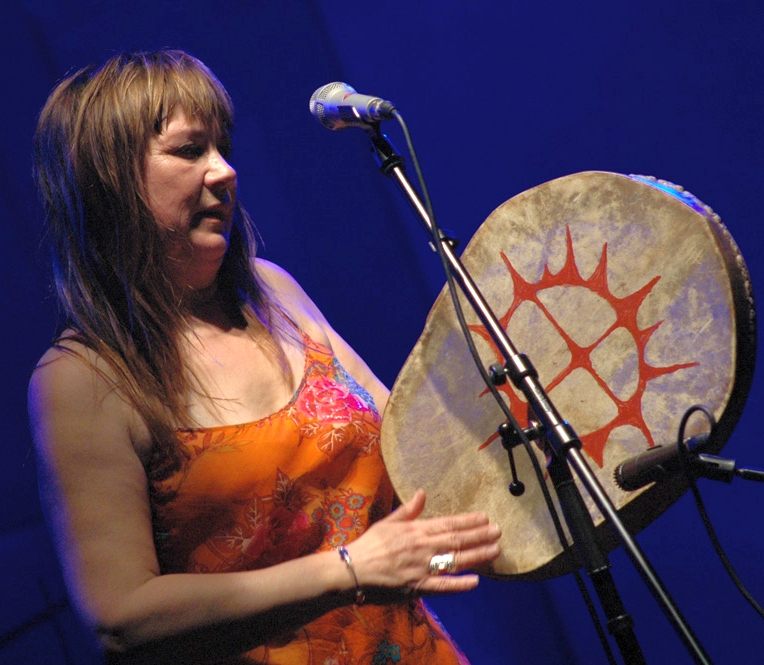
Марі Бойне у Варшаві (1997)

У піснях Марі Бойне значною мірою відбито її власний досвід та переживання, її відчуття належності до «зневаженої меншості». Більшість пісень Марі — її рідною північносаамською мовою, деякі з них досить позитивні — про природу Лапландії. Йойк «Саракка» присвячений богині цілительства та творення, що охороняє вагітних і дає сили новонародженим. Одна з небагатьох пісень норвезькою — Oppskrift for Herrefolk («Як бути панівним народом») з альбому 1989 року Gula Gula: це сповнена сарказму оповідь про «дискримінацію і ненависть», про те, що є чимало хороших способів пригнічувати меншину, для цього згодяться і Біблія, і бренді, й багнет.
Бойне вважає, що умовою виживання саамського народу є шлях себе — шлях пізнання, самоусвідомлення саамами себе як народу. На її думку, «не політика, не економіка, а культура — ось головне. Ми [саами] живемо важко тому, що в нас мало знань про себе. Ми піднімаємося лише тоді, коли знаходимо це знання, коли розвиваємося, коли живемо культурою… Найголовніше — мистецтво та історія предків».
Співає у традиційному народному стилі з інструментальним та перкусійним супроводом (зокрема з бубном), використовуючи стиль йойк із елементами йодлінгу. Особливістю творчої манери є доповнення народного стилю елементами джазу, року (фолк-рок) та попмузики. Ще однією характерною особливістю концертів Марі є поєднання її вокальних номерів із сольними інструментальними партіями у виконанні музикантів.

## Дискографія

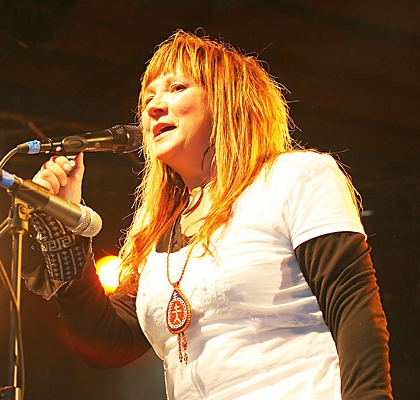
Марі Бойне на фестивалі «Рідду Рідду» (2006)

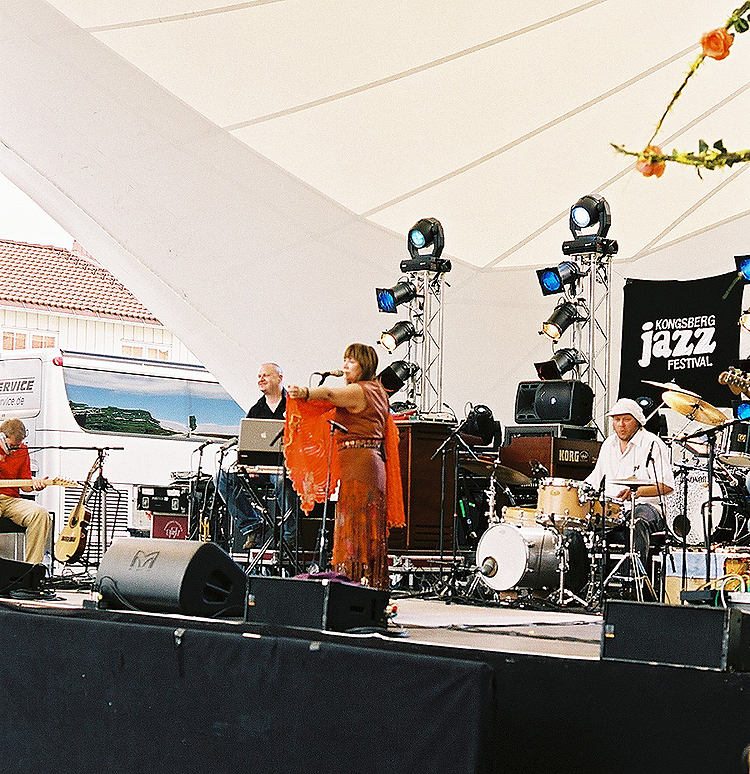
Марі Бойне на джазовому фестивалі в Конгсберзі (2007)

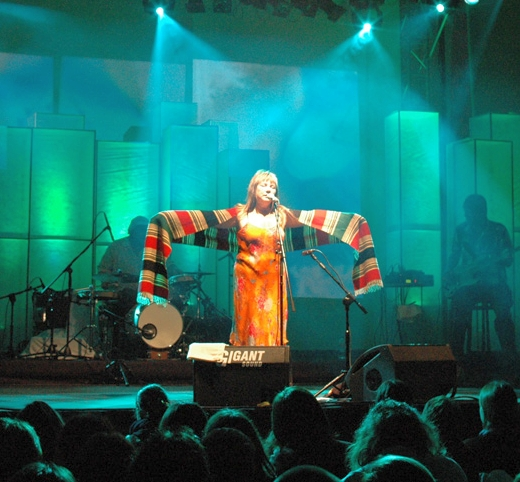
Марі Бойне у Варшаві (вересень 2007 року)

Наведено назви саамською та норвезькою мовами, а також переклад українською

### Jaskatvuođa maŋŋá (1985)
Jaskatvuođa maŋŋá / Etter stillheten / Після тиші
A.1. Alla Hearra Guhkkin Oslos
A.2. Oktavuohta
A.3. Ceavlas Galbma Garvvuid Sis(te)
A.4. Mearrasapmelazzii
A.5. Sii Navccahuhttet Mu
B.1. Idja Lea Mannan
B.2. Anuheapmi
B.3. Koffor E Det Sa Stille
B.4. Na Darvanii Jahkku (для цієї пісні Марі Бойне використала музику пісні Джона Леннона Working Class Hero, написавши нові слова)
B.5. Oainnat Go Mo Cuvggoda Dal

### Gula Gula (1989)
Gula Gula / Hør stammødrenes stemme / Слухай голос племені матері
1. Gula Gula
2. Vilges Suola
3. Balu Badjel Go Vuoittán
4. Du Lahka
5. It Šat Duolmma Mu
6. Eadnán Bákti
7. Oppskrift For Herrefolk
8. Duinne

### Goaskinviellja (1993)
Goaskinviellja / Ørnebror / Брат орла
1. Čuvges Vuovttat, Duođalaš Čalbmi
2. Sámi Eatnan Duoddarat
3. Modjás Kátrin
4. Dás Áiggun Čuožžut
5. Dolgesuorbmagežiiguin
6. Skádja
7. Goaskinviellja
8. Ráhkesvuođain
9. Mu Áhkku
10. Ále Ále Don

### Leahkastin (1994)
1. Gumppet Holvot
2. Ále Šat
3. Čuovgi Liekkas
4. Áhččai
5. Maid Áiggot Muinna Eallin
6. Mielahisvuohta
7. Gilvve Gollát
8. Gulan Du
9. Vuolgge Mu Mielde Bassivárrái
10. Mun Da'han Lean Oaivamuš
11. Dá Lean Mun

### Radiant Warmth (1996)
Компіляція дисків Goaskinviellja та Leahkastin

### Eallin (1996)
Запис концерту

### Bálvvoslatjna (1998)
Bálvvoslatjna // Каплиця
1. Eallin
2. Beaivvi Nieida
3. Risten
4. Girdi Olmmái / Geaidi Nissun
5. Álddagasat Ipmilat
6. Oarjjabeal Beaivvi Ja Mánu
7. Mu Váhkar Lásse
8. Alit Go Buot Várit
9. Thou Shalt Not
10. Etno Jenny

### Winter in Moscow (2001)
(спільно з Інною Желаною та Сергієм Старостіним)
1. Dás Áiggun Cuožžut
2. Пісня лісорубів
3. Коридорна пісня
4. Сестра моя ніч
5. Біля твоєї любові
6. Самотність-сестриця
7. Roahkkadit Rohtte Luodi, Маназан
8. Балада про горе

### Gávcci Jahkejuogu (2002)
Gávcci Jahkejuogu // Вісім пір року
1. Boađan Nuppi Bealde
2. Reagákeahtes
3. Sáráhka Viina
4. Guovssahasaid Ájagáttis
5. Sielu Dálkkas
6. Mu Váibmu Vádjul Doppe
7. Beaivelottáš
8. Liegga Gokčas Sis'
9. It Dieđe
10. Duottar Rássi
11. Silba Várjala
12. Bottoža Dáhtun

### Idjagieđas (2006)
Idjagieđas / I Nattens Hand / У руці ночі
1. Vuoi Vuoi Mu (Suka Blet Version)
2. Idjagieđas
3. Suoivva
4. Gos Bat Munno Čiŋat Leat?
5. Mu Ustit, Eŋgeliid Sogalaš
6. Davvi Bávttiin
7. Lottáš
8. Diamántta Spáillit
9. Geasuha
10. Áfruvvá
11. Uldda Nieida
12. Fápmodálkkas

### Kautokeino-opprøret (2008)
Саундтрек фільму «Повстання в Каутокейно»
1. Elen Skum
2. Válddi vuoigna
3. Deaivideapmi
4. Doaivut ja vuoimmehuvvat

### Čuovgga Áirras (2009) feat. WAR Production
Čuovgga Áirras / Sterna Paradisea
1. Lene Májjá
2. Ipmiliin hálešteapmi
3. Soagŋosilbbat
4. Soria Moria Palássa
5. Čuovgga áirras
6. Claudiinna lávlla
7. Skealbma
8. Iđitveiggodettin
9. De mana, ráhkásan
10. Lihkahusat
11. Go idja nuossala

## Вшанування

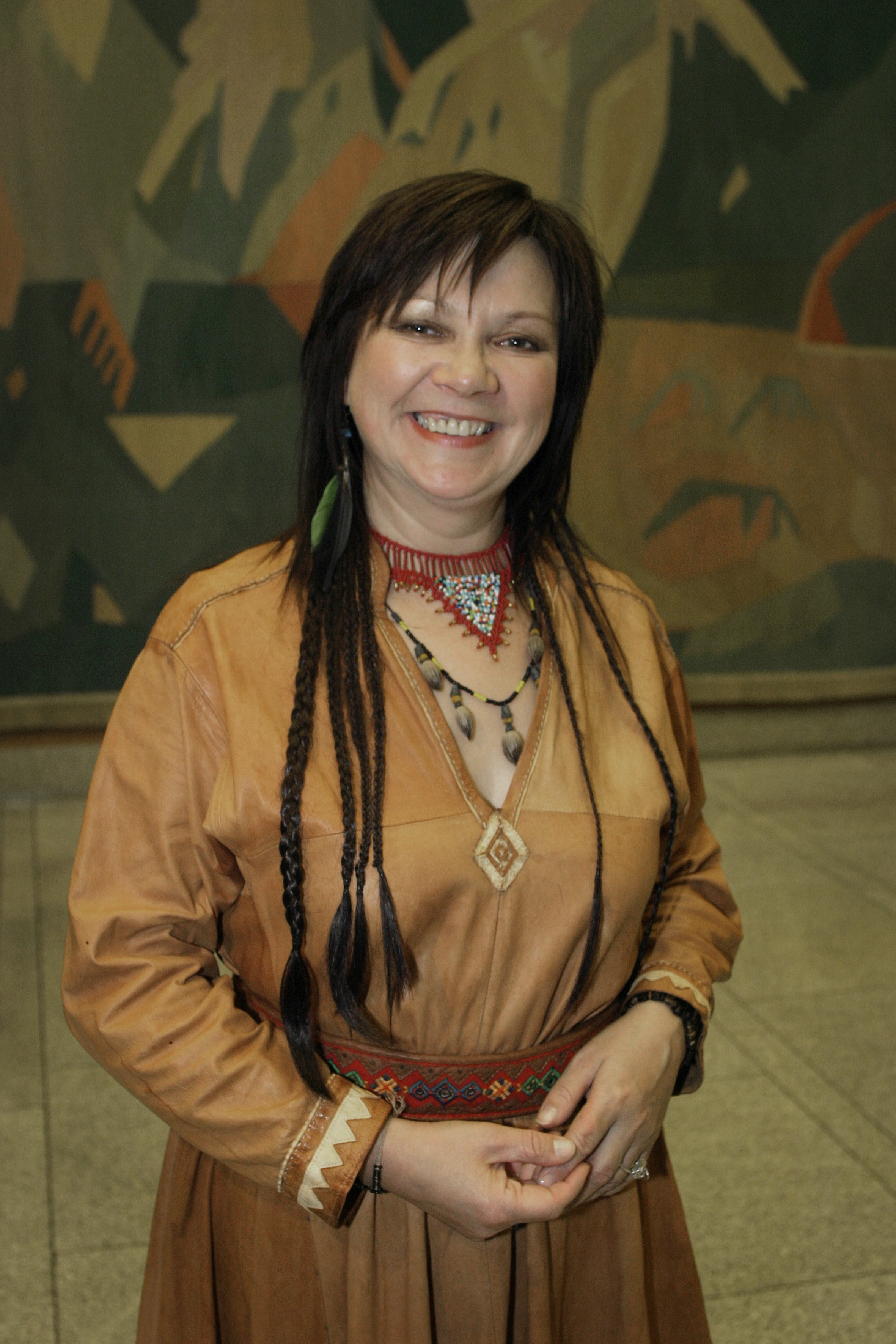
Марі Бойне на засіданні Північної ради з нагоди нагородження її Музичним призом цієї організації. Осло, 2003

- 2003 року Бойне нагороджено Музичним призом Північної ради[en].
- 18 вересня 2009 року Марі Бойне за її творчу діяльність надано звання кавалера першого класу Королівського Норвезького ордена Святого Олафа.[6]

## Сім'я
Є діти та онуки. За словами Марі, найбільше вона любить ходити з онуками рибалити і по ягоди.